# بيرثولد سايتس
بيرثولد سايتس (بالألمانية: Berthold Seitz)‏ هو أستاذ جامعي ألماني، ولد في 25 يونيو 1962 في Schwarzenbach, Upper Palatinate ‏ في ألمانيا.